# Triancyra lieftincki
Triancyra lieftincki là một loài tò vò trong họ Ichneumonidae.